# Consejo de Estado (Portugal)
El Consejo de Estado es el órgano consultivo del presidente de Portugal. Es sucesor del Consejo Real, de origen medieval, y fue creado por carta de ley del 3 de mayo de 1845. Ha tenido diversas composiciones y distintas competencias a lo largo de la historia. Actualmente se encuentra constituido por la Constitución portuguesa de 1976 como órgano político de consulta del presidente de la República. 

## Competencias
Compete al Consejo de Estado:
- Pronunciarse obligatoria pero no vinculantemente:
  - Sobre la disolución de la Asamblea de la República y de las asambleas legislativas de las regiones autónomas de Azores y Madeira;
  - Sobre la dimisión del gobierno, en el caso previsto en el apartado 2 del artículo 195.º de la Constitución;[3]
  - Sobre el declarar la guerra y el firmar la paz;
  - Sobre determinados actos del Presidente de la República interino;[4]
  - En los otros casos previstos en la Constitución;
- Aconsejar al Presidente de la República en el ejercicio de sus funciones, cuando éste lo solicite.

## Composición
El Consejo de Estado está presidido por el presidente de la República y lo componen miembros por inherencia, miembros escogidos por el presidente de la República y miembros electos por la Asamblea de la República.
- Miembros por inherencia:
  - El Presidente de la Asamblea de la República;
  - El primer ministro;
  - El Presidente del Tribunal Constitucional;
  - El Defensor del Pueblo (provedor de justiça)
  - Los presidentes de los gobiernos regionales de Azores y Madeira
  - Los antiguos presidentes de la República electos durante la vigencia de la Constitución que no hayan sido destituidos en el cargo.
- Miembros escogidos por el presidente de la República:
  - Cinco ciudadanos designados por el presidente de la República por el periodo correspondiente a la duración de su mandato.
- Miembros electos por la Asamblea de la República:
  - Cinco ciudadanos electos por la Asamblea de la República, en armonía con el principio de representación proporcional, por el periodo correspondiente a la duración de la legislatura.